# Emesis tenedia
Emesis tenedia is een vlindersoort uit de familie van de prachtvlinders (Riodinidae), onderfamilie Riodininae.
Emesis tenedia werd in 1861 beschreven door C. & R. Felder.